# Thomas Judson
Pour les articles homonymes, voir Judson.
Pas d'image ? Cliquez ici

a Compétitions nationales et continentales officielles uniquement.

b Matchs officiels uniquement.
Dernière mise à jour le 8 mars 2018.
Thomas Haigh Judson, né en 1857 à Ashton-under-Lyne et mort le 4 septembre 1908 à Southport, est un joueur de rugby à XV international gallois évoluant au poste d'avant. Judson devient par la suite un membre de la première équipe des London Welsh (les Gallois de Londres) lorsque l'équipe est créée en 1885.

## Biographie
En tant que joueur de rugby à XV, Thomas Judson porte les couleurs de l'Université d'Oxford avant de rejoindre le club du Llanelli RFC. Judson honore sa première cape internationale quand il est retenu pour disputer le premier tournoi britannique de 1882-1883. Sous le capitanat de Charles Lewis, Judson est un des trois joueurs de Llanelli retenus dans la sélection galloise, les autres sont Alfred Cattell et Harry Bowen. La sélection galloise est une bonne équipe mais ils sont dépassés, l'ailier australien Charles Wade marquant à lui seul trois essais, pour un résultat final de six essais et deux buts à rien en faveur de l'équipe d'Angleterre. Judson connaît une nouvelle sélection pour le match joué contre l'équipe d'Écosse l'année suivante. C'est alors la première rencontre entre ces deux nations, et elle a lieu à Raeburn Place à Édimbourg. Le pays de Galles perd une nouvelle fois par trois buts à un, mais Judson inscrit le seul essai gallois, devenant le premier gallois à réaliser cette prouesse. En 1883, un essai ne vaut aucun point, il permet seulement de tenter (to try en anglais) un coup de pied au but qui donne un point en cas de réussite. C'est le capitaine Charles Lewis qui tente et réussit la transformation pour donner un point à la formation galloise.
En 1885 Judson vit à Londres et il est présent à l'assemblée du 24 juin qui crée le club des London Welsh. Il en est nommé trésorier et prend part au premier match officiel des exilés gallois le 24 octobre 1885 sur le terrain des Saracens à Walthamstow contre les London Scottish. L'équipe compte alors dans ses rangs Arthur Gould ou Martyn Jordan. Lors de la saison 1885-1886, les Gallois de Londres sont invités à composer une équipe d'exilés avec l'équipe des London Scottish, pour affronter une sélection de Londres lors d'un match de charité qui a lieu sur le terrain de l'Oval. Thomas Judson est l'un des six Gallois retenus dans l'équipe des exilés. La rencontre se déroule devant une foule de 8 000 spectateurs, parmi lesquels se trouve le prince de Galles.

## Statistiques en équipe nationale
Thomas Judson ne dispute que deux matches avec l'équipe du pays de Galles. Il participe au premier tournoi britannique contre l'Angleterre en décembre 1882 et l'Écosse en janvier 1883.
| Saison    | Compétition         | Matches | Points | Essais |
| --------- | ------------------- | ------- | ------ | ------ |
| 1882-1883 | Tournoi britannique | 2       | —      | 1      |
| Total     | Total               | 2       | 0      | 1      |